# Brent Seabrook
Brent Seabrook, född 20 april 1985 i Tsawwassen, British Columbia, Kanada, är en kanadensisk professionell ishockeyback som spelar för Chicago Blackhawks i NHL. Han draftades av Chicago Blackhawks i första rundan av 2003 års NHL Entry Draft som 14:e spelare totalt. Han är en trefaldig Stanley Cup mästare med Blackhawks 2010, 2013 och 2015.
Seabrook är en storväxt back, vilket gynnar honom i det defensiva spelet. Men han är även nyttig i det offensiva spelet då han har ett kraftigt skott. Seabrook är också bra i man mot man situationer, han används ofta för att plocka bort motståndarlagens storstjärnor.
Säsongen 2009–10 var Seabrook med att vinna OS-Guld med Team Canada i Vancouver. Han var också en av huvudkuggarna i Chicago Blackhawks när de vann Stanley Cup 2010. Under säsongen 2010–11 drabbades Blackhawks av en så kallad Stanley Cup-baksmälla då många av lagets storstjärnor underpresterade. Men Brent Seabrook noterde ändå ett personbästa med 9 mål och 48 poäng under den säsongen.

## Statistik

### Klubbkarriär
| 2000–01    | Lethbridge Hurricanes | WHL        | 4   | 0  | 0   | 0   | -1  | 0   | —  | — | —  | —  | —  | —  |
| 2001–02    | Lethbridge Hurricanes | WHL        | 67  | 6  | 33  | 39  | +6  | 70  | 4  | 1 | 1  | 2  | —  | 2  |
| 2002–03    | Lethbridge Hurricanes | WHL        | 69  | 9  | 33  | 42  | -14 | 113 | —  | — | —  | —  | —  | —  |
| 2003–04    | Lethbridge Hurricanes | WHL        | 61  | 12 | 29  | 41  | -3  | 107 | —  | — | —  | —  | —  | —  |
| 2004–05    | Lethbridge Hurricanes | WHL        | 63  | 12 | 42  | 54  | +25 | 107 | 5  | 1 | 2  | 3  | —  | 10 |
| 2004–05    | Norfolk Admirals      | AHL        | 3   | 0  | 0   | 0   | -3  | 2   | 6  | 0 | 1  | 1  | —  | 6  |
| 2005–06    | Chicago Blackhawks    | NHL        | 69  | 5  | 27  | 32  | -6  | 60  | —  | — | —  | —  | —  | —  |
| 2006–07    | Chicago Blackhawks    | NHL        | 81  | 4  | 20  | 24  | +5  | 104 | —  | — | —  | —  | —  | —  |
| 2007–08    | Chicago Blackhawks    | NHL        | 82  | 9  | 23  | 32  | +13 | 90  | —  | — | —  | —  | —  | —  |
| 2008–09    | Chicago Blackhawks    | NHL        | 82  | 8  | 18  | 26  | +23 | 62  | 17 | 1 | 11 | 12 | 0  | 14 |
| 2009–10    | Chicago Blackhawks    | NHL        | 78  | 4  | 26  | 30  | +20 | 59  | 22 | 4 | 7  | 11 | +8 | 14 |
| 2010–11    | Chicago Blackhawks    | NHL        | 82  | 9  | 39  | 48  | 0   | 47  | 5  | 0 | 1  | 1  | 0  | 6  |
| 2011–12    | Chicago Blackhawks    | NHL        | 78  | 9  | 25  | 34  | +21 | 22  | 6  | 1 | 2  | 3  | +1 | 0  |
| NHL totalt | NHL totalt            | NHL totalt | 552 | 48 | 178 | 226 | +76 | 444 | 50 | 5 | 21 | 27 | +9 | 34 |

### Internationellt
| År            | Lag           | Turnering     |    | Matcher | Mål | Assist | Poäng | Utv |
| ------------- | ------------- | ------------- | -- | ------- | --- | ------ | ----- | --- |
| 2004          | Kanada        | JVM           | 6  | 1       | 2   | 3      | 2     |     |
| 2005          | Kanada        | JVM           | 5  | 0       | 3   | 3      | 0     |     |
| 2006          | Kanada        | VM            | 8  | 0       | 0   | 0      | 2     |     |
| 2010          | Kanada        | OS            | 7  | 0       | 1   | 1      | 2     |     |
| Senior totalt | Senior totalt | Senior totalt | 15 | 0       | 1   | 1      | 4     |     |
| Junior totalt | Junior totalt | Junior totalt | 11 | 1       | 5   | 6      | 2     |     |